# モン・フルリー
モン・フルリー（英語: Mont Fleuri、フランス語: Mont Fleuri、セーシェル・クレオール語: Mon Fleri）は、セーシェルの地区のひとつ。

## 地理
マヘ島にあるが、沖合のセントアン海洋国立公園（マラン・ド・サン・タンヌ国立公園）の6島とさらに東の2島も含まれる。
- Ste. Anne Island
- Cerf Island
- Cachée Island
- Round Island
- Long Island
- モワイヨンヌ島（英語版）（モイエン島）
- Sèche Island
- Harrison Rock

## 隣接行政区画
- プレザンス
- ベル・エール